# Rhein-Ruhr-Express
| |                                                            |                                                  |                                                  |
| Streckengeschwindigkeit: | 160 km/h                                                   |                                                  |                                                  |
| |                                                            |                                                  |                                                  |
| Bundesland (D): | Nordrhein-Westfalen Hessen, Niedersachsen, Rheinland-Pfalz |                                                  |                                                  |
| \| \| \| \| Linien \| \| \| \| Kassel-Wilhelmshöhe \| 2 \| \| \| \| Hofgeismar \| 2 \| \| \| \| Landesgrenze Hessen/Nordrhein-Westfalen \| \| \| \| \| Warburg (Westf.) \| 2 \| \| \| \| Altenbeken \| 2 \| \| \| \| Paderborn Hbf \| 2 \| \| \| \| Lippstadt \| 2 \| \| \| \| Soest \| 2 \| \| \| \| Minden (Westf.) \| 6 \| \| \| \| Porta Westfalica \| 6 \| \| \| \| Bad Oeynhausen \| 6 \| \| \| \| Löhne (Westf.) \| 6 \| \| \| \| Herford \| 6 \| \| \| \| Bielefeld Hbf \| 4, 6 \| \| \| \| Brackwede \| 4 \| \| \| \| Isselhorst-Avenwedde \| 4 \| \| \| \| Gütersloh Hbf \| 4, 6 \| \| \| \| Rheda-Wiedenbrück \| 4, 6 \| \| \| \| Oelde \| 4, 6 \| \| \| \| Beckum \| 4, 6 \| \| \| \| Ahlen \| 4, 6 \| \| \| \| Heessen \| 4, 6 \| \| \| \| Osnabrück Hbf \| 7 \| \| \| \| Landesgrenze Niedersachsen/Nordrhein-Westfalen \| \| \| \| \| Lengerich (Westf.) \| 7 \| \| \| \| Münster (Westf.) Hbf \| 7 (1) \| \| \| \| Dülmen \| 7 \| \| \| \| Hamm (Westf.) \| 2, 3, 4, 6 \| \| \| \| Nordbögge \| 3 \| \| \| \| Kamen \| 2, 3, 4, 6 \| \| \| \| Kamen-Methler \| 3 \| \| \| \| Dortmund-Kurl \| 3 \| \| \| \| Dortmund-Scharnhorst \| 3 \| \| \| \| Dortmund Hbf \| 1, 2, 3, 4, 6 \| \| \| \| Haltern am See \| 7 \| \| \| \| Recklinghausen Hbf \| 7 \| \| \| \| Dortmund-Mengede \| 3 \| \| \| \| Castrop-Rauxel Hbf \| 3 \| \| \| \| Herne \| 3 \| \| \| \| Bochum Hbf \| 1, 2, 4, 6 \| \| \| \| Wattenscheid \| 1, 2 \| \| \| \| Wanne-Eickel Hbf \| 3, 7 \| \| \| \| Gelsenkirchen Hbf \| 3, 7 \| \| \| \| Wesel \| 5 \| \| \| \| Friedrichsfeld (Ndrh.) \| 5* \| \| \| \| Voerde (Ndrh.) \| 5 \| \| \| \| Dinslaken \| 5 \| \| \| \| Essen Hbf \| 1, 2, 4, 6, 7 \| \| \| \| Essen-Altenessen \| 3 \| \| \| \| Oberhausen-Holten \| 5* \| \| \| \| Oberhausen-Sterkrade \| 5 \| \| \| \| Mülheim (Ruhr) Hbf \| 4, 6, 7 (1, 2) \| \| \| \| Oberhausen Hbf \| 3, 5 \| \| \| \| \| \| \| \| \| Duisburg Hbf \| 1, 2, 3, 4, 5, 6, 7 \| \| \| \| Düsseldorf Flughafen \| 1, 2, 3, 4, 5, 6, 7 \| \| \| \| Düsseldorf Hbf \| 1, 2, 3, 4, 5, 6, 7 \| \| \| \| \| \| \| \| \| Düsseldorf-Benrath \| 1, 2, 4, 6 \| \| \| \| Düsseldorf-Bilk \| 3 \| \| \| \| Neuss Hbf \| 3 \| \| \| \| Leverkusen Mitte \| 1, 2, 4, 6 \| \| \| \| Köln-Mülheim \| 2, 4, 6 \| \| \| \| Köln/Bonn Flughafen \| 3 \| \| \| \| Dormagen \| 3 \| \| \| \| Köln Messe/Deutz \| 1, 2, 3, 4, 6 \| \| \| \| Köln Hbf \| 1, 2, 3, 4, 6 \| \| \| \| \| \| \| \| \| Köln-Ehrenfeld \| 1, 2 \| \| \| \| Horrem \| 1, 2 \| \| \| \| Düren Hbf \| 1, 2 \| \| \| \| Langerwehe \| 1, 2 \| \| \| \| Eschweiler Hbf \| 1, 2 \| \| \| \| Stolberg (Rheinl.) Hbf \| 1, 2 \| \| \| \| Aachen-Rothe Erde \| 1, 2 \| \| \| \| Aachen Hbf \| 1, 2 \| \| \| \| Köln Süd \| 4, 6 \| \| \| \| Brühl \| 4, 6 \| \| \| \| Sechtem \| 4 \| \| \| \| Roisdorf \| 4 \| \| \| \| Bonn Hbf \| 4, 6 \| \| \| \| Bonn UN Campus \| 4, 6 \| \| \| \| Bonn-Bad Godesberg \| 4, 6 \| \| \| \| Bonn-Mehlem \| 4 \| \| \| \| Landesgrenze Nordrhein-Westfalen/Rheinland-Pfalz \| \| \| \| \| Oberwinter \| 4 \| \| \| \| Remagen \| 4, 6 \| \| \| \| Sinzig (Rhein) \| 4, 6 \| \| \| \| Bad Breisig \| 4, 6 \| \| \| \| Brohl \| 4 \| \| \| \| Namedy \| 4 \| \| \| \| Andernach \| 4, 6 \| \| \| \| Weißenthurm \| 4 \| \| \| \| Mülheim-Kärlich \| 4 \| \| \| \| Koblenz-Lützel \| 4 \| \| \| \| Koblenz Stadtmitte \| 4, 6 \| \| \| \| Koblenz Hbf \| 4, 6 \| |                                                            |                                                  |                                                  |
| * RRX-Fahrzeuge nur im 2-Stundentakt |                                                            |                                                  |                                                  |
| |                                                            |                                                  | Linien                                           |
| |                                                            | Kassel-Wilhelmshöhe                              | 2                                                |
| Bahnhof mit S-Bahn-Halt |                                                            | Hofgeismar                                       | 2                                                |
| Grenze |                                                            | Landesgrenze Hessen/Nordrhein-Westfalen          | Landesgrenze Hessen/Nordrhein-Westfalen          |
| Bahnhof |                                                            | Warburg (Westf.)                                 | 2                                                |
| Bahnhof mit S-Bahn-Halt |                                                            | Altenbeken                                       | 2                                                |
| Bahnhof mit S-Bahn-Halt |                                                            | Paderborn Hbf                                    | 2                                                |
| Bahnhof |                                                            | Lippstadt                                        | 2                                                |
| Bahnhof |                                                            | Soest                                            | 2                                                |
| Strecke |                                                            | Minden (Westf.)                                  | 6                                                |
| Bahnhof · Strecke |                                                            | Porta Westfalica                                 | 6                                                |
| Bahnhof · Strecke |                                                            | Bad Oeynhausen                                   | 6                                                |
| Bahnhof · Strecke |                                                            | Löhne (Westf.)                                   | 6                                                |
| Bahnhof · Strecke |                                                            | Herford                                          | 6                                                |
| Bahnhof · Strecke |                                                            | Bielefeld Hbf                                    | 4, 6                                             |
| Bahnhof · Strecke |                                                            | Brackwede                                        | 4                                                |
| Bahnhof · Strecke |                                                            | Isselhorst-Avenwedde                             | 4                                                |
| Bahnhof · Strecke |                                                            | Gütersloh Hbf                                    | 4, 6                                             |
| Bahnhof · Strecke |                                                            | Rheda-Wiedenbrück                                | 4, 6                                             |
| Bahnhof · Strecke |                                                            | Oelde                                            | 4, 6                                             |
| Bahnhof · Strecke |                                                            | Beckum                                           | 4, 6                                             |
| Bahnhof · Strecke |                                                            | Ahlen                                            | 4, 6                                             |
| Bahnhof · Strecke |                                                            | Heessen                                          | 4, 6                                             |
| Kopfbahnhof Streckenanfang · Strecke · Strecke |                                                            | Osnabrück Hbf                                    | 7                                                |
| Grenze · Strecke · Strecke |                                                            | Landesgrenze Niedersachsen/Nordrhein-Westfalen   | Landesgrenze Niedersachsen/Nordrhein-Westfalen   |
| Bahnhof · Strecke · Strecke |                                                            | Lengerich (Westf.)                               | 7                                                |
| Bahnhof · Abzweig geradeaus und von links · Strecke nach rechts |                                                            | Münster (Westf.) Hbf                             | 7 (1)                                            |
| Bahnhof · Strecke |                                                            | Dülmen                                           | 7                                                |
| Strecke · Bahnhof |                                                            | Hamm (Westf.)                                    | 2, 3, 4, 6                                       |
| Strecke · Bahnhof |                                                            | Nordbögge                                        | 3                                                |
| Strecke · Bahnhof |                                                            | Kamen                                            | 2, 3, 4, 6                                       |
| Strecke · Bahnhof |                                                            | Kamen-Methler                                    | 3                                                |
| Strecke · Bahnhof |                                                            | Dortmund-Kurl                                    | 3                                                |
| Strecke · Bahnhof |                                                            | Dortmund-Scharnhorst                             | 3                                                |
| Strecke · Bahnhof mit S-Bahn-Halt |                                                            | Dortmund Hbf                                     | 1, 2, 3, 4, 6                                    |
| Bahnhof mit S-Bahn-Halt · Abzweig geradeaus und nach links · Strecke von rechts |                                                            | Haltern am See                                   | 7                                                |
| Bahnhof mit S-Bahn-Halt · Strecke · Strecke |                                                            | Recklinghausen Hbf                               | 7                                                |
| Strecke · Bahnhof mit S-Bahn-Halt · Strecke |                                                            | Dortmund-Mengede                                 | 3                                                |
| Strecke · Bahnhof mit S-Bahn-Halt · Strecke |                                                            | Castrop-Rauxel Hbf                               | 3                                                |
| Strecke · Bahnhof mit S-Bahn-Halt · Strecke |                                                            | Herne                                            | 3                                                |
| Strecke · Strecke · Bahnhof mit S-Bahn-Halt |                                                            | Bochum Hbf                                       | 1, 2, 4, 6                                       |
| Strecke nach links · Abzweig geradeaus und von rechts · Bahnhof |                                                            | Wattenscheid                                     | 1, 2                                             |
| Bahnhof mit S-Bahn-Halt · Strecke |                                                            | Wanne-Eickel Hbf                                 | 3, 7                                             |
| Bahnhof mit S-Bahn-Halt · Strecke |                                                            | Gelsenkirchen Hbf                                | 3, 7                                             |
| Kopfbahnhof Streckenanfang · Strecke · Strecke |                                                            | Wesel                                            | 5                                                |
| Bahnhof · Strecke · Strecke |                                                            | Friedrichsfeld (Ndrh.)                           | 5*                                               |
| Bahnhof · Strecke · Strecke |                                                            | Voerde (Ndrh.)                                   | 5                                                |
| Bahnhof · Abzweig geradeaus und nach links · Abzweig geradeaus und von rechts |                                                            | Dinslaken                                        | 5                                                |
| Strecke · Strecke · Bahnhof mit S-Bahn-Halt |                                                            | Essen Hbf                                        | 1, 2, 4, 6, 7                                    |
| Strecke · Bahnhof mit S-Bahn-Halt · Strecke |                                                            | Essen-Altenessen                                 | 3                                                |
| Bahnhof · Strecke · Strecke |                                                            | Oberhausen-Holten                                | 5*                                               |
| Bahnhof · Strecke · Strecke |                                                            | Oberhausen-Sterkrade                             | 5                                                |
| Strecke nach links · Abzweig geradeaus und von rechts · Bahnhof mit S-Bahn-Halt |                                                            | Mülheim (Ruhr) Hbf                               | 4, 6, 7 (1, 2)                                   |
| Bahnhof mit S-Bahn-Halt · Strecke |                                                            | Oberhausen Hbf                                   | 3, 5                                             |
| Abzweig geradeaus und von links · Strecke nach rechts |                                                            |                                                  |                                                  |
| Bahnhof mit S-Bahn-Halt |                                                            | Duisburg Hbf                                     | 1, 2, 3, 4, 5, 6, 7                              |
| Bahnhof mit S-Bahn-Halt |                                                            | Düsseldorf Flughafen                             | 1, 2, 3, 4, 5, 6, 7                              |
| Bahnhof mit S-Bahn-Halt |                                                            | Düsseldorf Hbf                                   | 1, 2, 3, 4, 5, 6, 7                              |
| Strecke von links · Abzweig geradeaus und nach rechts |                                                            |                                                  |                                                  |
| Strecke · Bahnhof mit S-Bahn-Halt |                                                            | Düsseldorf-Benrath                               | 1, 2, 4, 6                                       |
| Bahnhof mit S-Bahn-Halt · Strecke |                                                            | Düsseldorf-Bilk                                  | 3                                                |
| Bahnhof mit S-Bahn-Halt · Strecke |                                                            | Neuss Hbf                                        | 3                                                |
| Strecke · Bahnhof mit S-Bahn-Halt |                                                            | Leverkusen Mitte                                 | 1, 2, 4, 6                                       |
| Strecke · Bahnhof mit S-Bahn-Halt |                                                            | Köln-Mülheim                                     | 2, 4, 6                                          |
| Strecke · Strecke |                                                            | Köln/Bonn Flughafen                              | 3                                                |
| Bahnhof mit S-Bahn-Halt · Abzweig geradeaus und von links · Strecke nach rechts |                                                            | Dormagen                                         | 3                                                |
| Strecke · Bahnhof mit S-Bahn-Halt |                                                            | Köln Messe/Deutz                                 | 1, 2, 3, 4, 6                                    |
| Strecke · Bahnhof mit S-Bahn-Halt |                                                            | Köln Hbf                                         | 1, 2, 3, 4, 6                                    |
| Abzweig nach links und von links · Abzweig geradeaus und nach rechts |                                                            |                                                  |                                                  |
| Bahnhof mit S-Bahn-Halt · Strecke |                                                            | Köln-Ehrenfeld                                   | 1, 2                                             |
| Bahnhof mit S-Bahn-Halt · Strecke |                                                            | Horrem                                           | 1, 2                                             |
| Bahnhof mit S-Bahn-Halt · Strecke |                                                            | Düren Hbf                                        | 1, 2                                             |
| Bahnhof · Strecke |                                                            | Langerwehe                                       | 1, 2                                             |
| Bahnhof · Strecke |                                                            | Eschweiler Hbf                                   | 1, 2                                             |
| Bahnhof · Strecke |                                                            | Stolberg (Rheinl.) Hbf                           | 1, 2                                             |
| Bahnhof · Strecke |                                                            | Aachen-Rothe Erde                                | 1, 2                                             |
| Kopfbahnhof Streckenende · Strecke |                                                            | Aachen Hbf                                       | 1, 2                                             |
| Bahnhof |                                                            | Köln Süd                                         | 4, 6                                             |
| Bahnhof |                                                            | Brühl                                            | 4, 6                                             |
| Bahnhof |                                                            | Sechtem                                          | 4                                                |
| Bahnhof |                                                            | Roisdorf                                         | 4                                                |
| Bahnhof mit S-Bahn-Halt |                                                            | Bonn Hbf                                         | 4, 6                                             |
| Bahnhof |                                                            | Bonn UN Campus                                   | 4, 6                                             |
| Bahnhof |                                                            | Bonn-Bad Godesberg                               | 4, 6                                             |
| Bahnhof |                                                            | Bonn-Mehlem                                      | 4                                                |
| Grenze |                                                            | Landesgrenze Nordrhein-Westfalen/Rheinland-Pfalz | Landesgrenze Nordrhein-Westfalen/Rheinland-Pfalz |
| Bahnhof |                                                            | Oberwinter                                       | 4                                                |
| Bahnhof |                                                            | Remagen                                          | 4, 6                                             |
| Bahnhof |                                                            | Sinzig (Rhein)                                   | 4, 6                                             |
| Bahnhof |                                                            | Bad Breisig                                      | 4, 6                                             |
| Bahnhof |                                                            | Brohl                                            | 4                                                |
| Bahnhof |                                                            | Namedy                                           | 4                                                |
| Bahnhof |                                                            | Andernach                                        | 4, 6                                             |
| Bahnhof |                                                            | Weißenthurm                                      | 4                                                |
| Bahnhof |                                                            | Mülheim-Kärlich                                  | 4                                                |
| Bahnhof |                                                            | Koblenz-Lützel                                   | 4                                                |
| Bahnhof |                                                            | Koblenz Stadtmitte                               | 4, 6                                             |
| Kopfbahnhof Streckenende |                                                            | Koblenz Hbf                                      | 4, 6                                             |

Der Rhein-Ruhr-Express (kurz: RRX) ist ein in der Umsetzung befindliches Programm, um den Regionalverkehr auf der Kernstrecke des Ruhrgebietes und des zentralen Rheinlandes von Dortmund über Essen, Duisburg und Düsseldorf nach Köln durch dichtere Taktfrequenzen und höhere Beförderungskapazitäten aufzuwerten. Der RRX soll die bisher vorhandenen Regional-Express-Linien in diesem Korridor ersetzen. Die Züge stellen dabei wie die bisherigen RE-Linien Verbindungen mit anderen Landesteilen Nordrhein-Westfalens und zu benachbarten Bundesländern her. Teil des Milliardenprogramms sind neue Züge des Typs Siemens Desiro HC, eine gesteigerte Infrastrukturleistungsfähigkeit und modernisierte Stationen. Schon die neuen Züge trügen nach Angaben der Betreiber allein durch ihre höhere Beschleunigung und größere Zahl an Sitzplätzen zu mehr Pünktlichkeit bei. Seit dem 9. Dezember 2018 fahren die ersten Züge zwischen Düsseldorf und Kassel, und seit dem 6. Mai 2019 zwischen Wesel und Koblenz. Prognosen erwarten durch das Projekt eine Verlagerung zwischen 24.000 und 31.000 Pkw-Fahrten pro Tag auf die Schiene.
Die endgültige Fertigstellung der RRX-Infrastruktur soll in den 2030er Jahren erfolgen. Die Infrastrukturmaßnahmen für den RRX sind im Bundesverkehrswegeplan 2030 als Vordringlicher Bedarf – Engpassbeseitigung eingestuft.

## Linienplanungen
Das geplante Liniennetz des RRX ist stets Änderungen unterworfen. Während sich das ursprüngliche Konzept aus dem Jahr 2006 auf sechs RRX-Linien mit Endpunkten außerhalb des Kernkorridors in Koblenz, Aachen, Emmerich, Münster und Minden beschränkte, hat sich die Zahl der geplanten Linien und Endpunkte bis heute stetig weiterentwickelt. Dies ist insbesondere der Tatsache geschuldet, dass die prognostizierten Nachfragesteigerungen aus der Studie von 2006 bereits 2015 auf einigen Streckenabschnitten überschritten wurden. Bis zu diesem Zeitpunkt wurden keine der geplanten Maßnahmen an der Infrastruktur realisiert und auch das geplante Linienkonzept wurde nicht umgesetzt.
Auf der Kernstrecke zwischen Dortmund und Köln soll ein Viertelstundentakt durch Überlagerung von vier im Stundentakt verkehrenden RRX-Linien angeboten werden. Ausgehend von der Kernstrecke werden die RRX-Linien auf die Zulaufstrecken mit den folgenden Taktangeboten verlängert:
- RRX 2: Dortmund – Hamm – Paderborn – Kassel-Wilhelmshöhe
- RRX 4: Dortmund – Hamm – Bielefeld
- RRX 6: Dortmund – Hamm – Bielefeld – Minden
- RRX 1/RRX 2: Köln – Aachen (Halbstundentakt)
- RRX 4/RRX 6: Köln – Bonn – Koblenz (Halbstundentakt, nach Süden hin verschoben wegen zusätzlichen Halten des RRX4)

Die vier zwischen Dortmund und Köln gebündelten RRX-Linien sollen ebenfalls durch die folgenden weiteren RRX-Linien ergänzt werden:
- RRX 3: Münster – Dortmund – Gelsenkirchen – Oberhausen – Duisburg – Düsseldorf – Neuss – Köln – Köln/Bonn Flughafen
- RRX 5: Wesel – Oberhausen – Duisburg – Düsseldorf
- RRX 7: Osnabrück – Münster – Gelsenkirchen – Essen – Mülheim an der Ruhr – Duisburg – Düsseldorf

Auch diese drei Linien verkehren jeweils im Stundentakt. Durch die Überlagerung des RRX 3, RRX 5 und des Rhein-IJssel-Express (RE 19) soll aus Richtung Emmerich zwischen Oberhausen und Düsseldorf ein Zwanzigminutentakt angeboten werden.
Nach dem Bundesverkehrswegeplan 2030 ergibt sich folgendes Betriebskonzept:
- RRX 1
 Dortmund – Bochum – Bochum-Wattenscheid – Essen – Duisburg – Düsseldorf-Flughafen – Düsseldorf – Düsseldorf-Benrath – Leverkusen – Köln-Messe/Deutz – Köln – Köln-Ehrenfeld – Horrem – Düren – Langerwehe – Eschweiler – Stolberg – Aachen-Rothe Erde – Aachen
 Ersetzt zwischen Aachen und Dortmund den NRW-Express (RE 1), der derzeit weiter bis Hamm verkehrt, jedoch ohne Halt in Mülheim an der Ruhr und Köln-Mülheim.
 Bei einem Halt in Köln-Mülheim ohne Ausbau der Hohenzollernbrücke blockiert der RRX 1 den Fernverkehr,[8] die Verlängerung ab Dortmund über Lünen nach Münster ist im Bundesverkehrswegeplan als potenzieller Bedarf ausgewiesen. Der Zweckverband Nahverkehr Westfalen-Lippe plant bei nicht bereitstehender Infrastruktur eine Verlängerung über Hamm und Drensteinfurt nach Münster.[9]
- RRX 2
 Kassel-Wilhelmshöhe – Hofgeismar[10] – Warburg – Willebadessen – Altenbeken – Paderborn – Lippstadt – Soest – Hamm – Kamen – Dortmund – Bochum – Bochum-Wattenscheid – Essen – Duisburg – Düsseldorf-Flughafen – Düsseldorf – Düsseldorf-Benrath – Leverkusen – Köln-Mülheim – Köln-Messe/Deutz – Köln – Köln-Ehrenfeld – Horrem – Düren – Langerwehe – Eschweiler – Stolberg – Aachen-Rothe Erde – Aachen
 Ersetzt  den Rhein-Hellweg-Express (RE 11) zwischen Kassel und Düsseldorf, jedoch auch ohne Halt in Mülheim an der Ruhr.
- RRX 3
 Münster – Dortmund – Dortmund-Mengede – Castrop-Rauxel – Herne – Herne-Wanne-Eickel – Gelsenkirchen – Essen-Altenessen – Oberhausen – Duisburg – Düsseldorf-Flughafen – Düsseldorf – Düsseldorf-Bilk – Neuss – Dormagen – Köln – Köln-Messe/Deutz – Köln/Bonn Flughafen
 Ersetzt den Rhein-Emscher-Express (RE 3) zwischen Dortmund und Düsseldorf sowie den Rhein-Weser-Express (RE 6) zwischen Düsseldorf und Köln/Bonn Flughafen.
- RRX 4
 Bielefeld – Bielefeld-Brackwede – Isselhorst-Avenwedde – Gütersloh – Rheda-Wiedenbrück – Oelde – Neubeckum – Ahlen – Hamm-Heessen – Hamm – Kamen – Dortmund – Bochum – Essen – Mülheim – Duisburg – Düsseldorf-Flughafen – Düsseldorf – Düsseldorf-Benrath – Leverkusen – Köln-Mülheim – Köln-Messe/Deutz – Köln – Köln Süd – Brühl – Sechtem – Roisdorf – Bonn – Bonn UN Campus – Bonn-Bad Godesberg – Bonn-Mehlem – Oberwinter – Remagen – Sinzig – Bad Breisig – Brohl – Namedy – Andernach – Weißenthurm – Mülheim-Kärlich – Koblenz-Lützel – Koblenz-Stadtmitte – Koblenz
 Ersetzt die Ems-Börde-Bahn (RB 69) zwischen Bielefeld und Hamm, den Westfalen-Express (RE 6) zwischen Duisburg und Düsseldorf sowie die Mittelrheinbahn zwischen Köln und Koblenz.
 Der Zweckverband Nahverkehr Rheinland lässt derzeit prüfen, wie die im Bundesverkehrswegeplan unterstellte zweite RRX-Linie zwischen Köln und Koblenz unter Aufrechterhaltung der Mittelrheinbahn betriebstechnisch integriert werden kann.[11]
 Achtung: kein Ersatz für den derzeitigen Wupper-Express (RE 4)!
- RRX 5
 Wesel – Dinslaken – Oberhausen-Sterkrade – Oberhausen – Duisburg – Düsseldorf-Flughafen – Düsseldorf
 Ersetzt den Rhein-Express (RE 5), jedoch ohne die Strecke bis Koblenz (→ siehe RRX 6).
- RRX 6
 Minden – Porta Westfalica – Bad Oeynhausen – Löhne – Herford – Bielefeld – Gütersloh – Rheda-Wiedenbrück – Oelde – Neubeckum – Ahlen – Hamm-Heessen –Hamm – Kamen – Dortmund – Bochum – Essen – Mülheim – Duisburg – Düsseldorf-Flughafen – Düsseldorf – Düsseldorf-Benrath – Leverkusen – Köln-Mülheim – Köln Messe/Deutz – Köln – Köln Süd – Brühl – Bonn – Bonn UN Campus – Bonn-Bad Godesberg – Remagen – Sinzig – Bad Breisig – Andernach – Koblenz-Stadtmitte – Koblenz
 Ersetzt den Rhein-Express (RE 5) zwischen Duisburg und Koblenz sowie den Rhein-Weser-Express (RE 6) zwischen Minden und Duisburg, jedoch ohne Halt in Wattenscheid.
- RRX 7
 Osnabrück – Lengerich – Münster – Dülmen – Haltern am See[9] – Recklinghausen – Herne-Wanne-Eickel – Gelsenkirchen – Essen – Mülheim – Duisburg – Düsseldorf-Flughafen – Düsseldorf
 Ersetzt den Rhein-Haard-Express (RE 2) auf kompletter Länge.
 Ohne den sechsgleisigen Ausbau zwischen Duisburg und Düsseldorf wäre diese Linie ab Duisburg über Krefeld nach Mönchengladbach geführt worden, stattdessen übernahm der RE 42 bereits seit Dezember 2016 diese Strecke 
 Achtung: kein Ersatz für den derzeitigen Rhein-Münsterland-Express (RE 7)!

Nach der Umsetzung der Infrastrukturmaßnahmen sind weitere Veränderungen am Liniennetz sowie die Einführung einer zusätzlichen Linie zwischen Hamm und Köln sowie zwischen Dortmund über Lünen nach Münster (nach zweigleisigem Ausbau) möglich.
Zusätzlich wird angestrebt, auch die Linien RRX 1 und RRX 2 in Mülheim an der Ruhr halten zu lassen.

## Geschichte

### Vorgeschichte und Planung
Im Gegensatz zum Metrorapid, der als Magnetschwebebahn (Transrapid) zwischen Dortmund und Düsseldorf gebaut werden sollte, ist der Rhein-Ruhr-Express als herkömmliches Rad-Schiene-System vorgesehen. Dieser soll ebenfalls das Rückgrat des öffentlichen Personennahverkehrs im dichten Takt der Region Rhein-Ruhr darstellen. Ursprüngliche Planungen der Deutschen Bahn und der Landesregierung von Nordrhein-Westfalen sahen einen Zehnminutentakt zwischen Dortmund und Köln vor.
Im Januar 2005 wurde vom Bundesverkehrsministerium, vom Landesverkehrsministerium Nordrhein-Westfalen und von der Deutschen Bahn eine Rahmenvereinbarung unterzeichnet. Demnach sollen vorrangig die Ausbaustrecke Duisburg–Düsseldorf und die Großknotenpunkte Köln und Dortmund ausgebaut werden. Der Bund sagte für 2006 bis 2008 Investitionsmittel in Höhe von 250 Millionen Euro zu. Kurzfristig stellte der Bund 20 Millionen Euro für erste Planungsarbeiten zur Verfügung. Im Frühjahr 2005 kündigte die Bundesregierung an, das Projekt bis 2008 mit zusätzlich bereitgestellten Mitteln zu unterstützen. Durch eine Konzentration auf die Knoten Köln, Duisburg und Dortmund sollte das Vorhaben beschleunigt werden.
Der im Oktober 2006 vorgelegte Investitionsrahmenplan (IRP) von 2006 bis 2010 für die Verkehrsinfrastruktur des Bundes sieht den Ausbau der auf der Strecke befindlichen Knoten, insbesondere Köln und Dortmund, sowie die Ausbaustrecke Düsseldorf–Duisburg vor. Am 16. November 2006 wurde eine Rahmenvereinbarung zwischen dem Land Nordrhein-Westfalen, dem Bund und der Deutschen Bahn unterzeichnet. Die bestehende Trasse zwischen Köln, Düsseldorf, Duisburg, Essen und Dortmund soll dabei für den RRX ausgebaut werden. Zum Einsatz kommen sollen beschleunigungsstarke, bis 160 km/h schnelle Fahrzeuge.
Am 19. Dezember gleichen Jahres wurde die Vorentwurfsplanung in Gang gesetzt. Für das auf zwei Jahre angelegte Verfahren stellte der Bund 20 Millionen Euro bereit. 2007 wurden 1,13 Millionen Euro Planungskosten aufgewendet, 2008 5,94 Millionen und 2009 3,86 Millionen Euro. Die Vorentwurfsplanung wurde Ende 2009 abgeschlossen. 2010 sind 14,9 Millionen Euro in den Bundeshaushalt für das Projekt eingestellt, im Folgejahr weitere etwa 10 Millionen Euro.
Insgesamt sollten sechs Linien eingerichtet werden. Dabei soll die Stammstrecke zwischen Köln-Deutz und Dortmund von vier Linien im Viertelstundentakt bedient werden, die Strecke zwischen Düsseldorf und Oberhausen von zwei Linien im Halbstundentakt. Die Planungen sehen vor, zwischen Düsseldorf Hauptbahnhof und Duisburg Hauptbahnhof durch die dann insgesamt sechs Linien einen Grundtakt zu realisieren, bei dem durchschnittlich alle zehn Minuten ein RRX fährt. Endpunkte der Linien sollen dann Münster, Minden, Aachen, Wesel, der Flughafen Köln/Bonn sowie Koblenz in Rheinland-Pfalz sein.
Am 12. Dezember 2008 wurde eine zweite Rahmenvereinbarung unterzeichnet, in der Ziele und Schritte zur Realisierung zwischen den Beteiligten vereinbart wurden.
Als Vorabmaßnahme für den RRX und als Restmaßnahme für die Schnellfahrstrecke Köln–Rhein/Main wurde der Ausbau zwischen Köln-Mülheim und Gummersbacher Straße zum 13. Dezember 2009 abgeschlossen.

Am 9. November 2009 wurde eine Designstudie der geplanten Fahrzeuge vorgestellt.

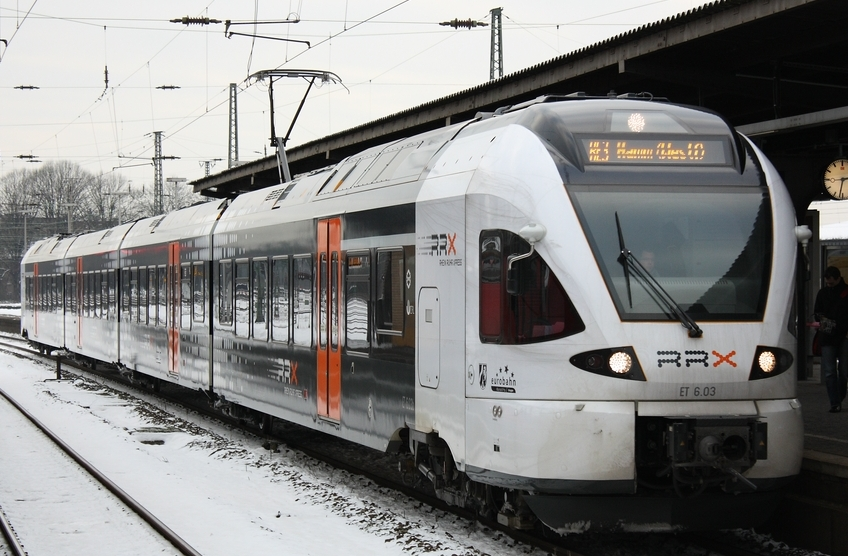
Designstudie an einem Eurobahn-Triebwagen

Zum Fahrplanwechsel am 12. Dezember 2010 wurde ein landesweit neues RE-Netz eingeführt, das als Etappenziel auf dem Weg zum Rhein-Ruhr-Express betrachtet wird.
Im Herbst 2011 wurde bekannt, dass das Projekt durch den Bund nicht mehr gefördert werden soll. Der damalige Verkehrsstaatssekretär Horst Becker kündigte an, man werde die Förderung beim Bund „massiv einfordern“. Allerdings ist die Landesregierung nicht bereit, das Budget für die Finanzierung des Betriebs aus dem eigenen Haushalt aufzustocken.

## Planfeststellungsverfahren
Das Projekt ist in sechs Planfeststellungsbereiche (PFB) mit jeweils verschiedenen Planfeststellungsabschnitten aufgeteilt.

### PFB 1: Köln–Langenfeld

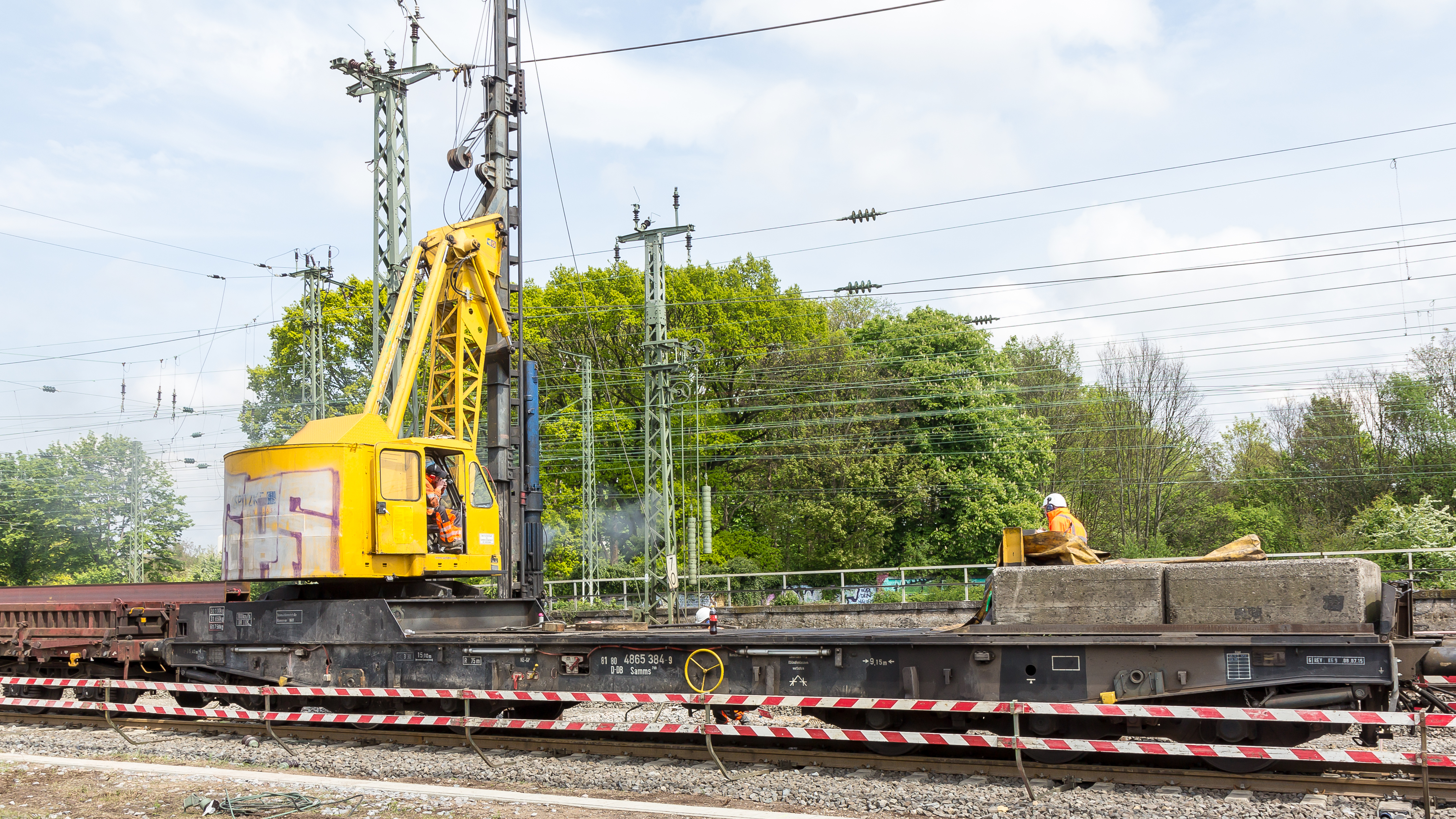
Arbeiten im Mai 2017 in Köln-Mülheim

Wesentlicher Planungsinhalt des PFB 1 ist der durchgängige Ausbau auf vier Gleise von Köln-Mülheim bis Düsseldorf-Reisholz. Während die Strecke für den Fernverkehr bereits zweigleisig ausgelegt ist, verliefen die S-Bahn teilweise nur eingleisig und konnten keine weiteren Verkehre mehr aufnehmen.
Die Einleitung der Planfeststellungsverfahren im PFB 1 erfolgte im Jahr 2011. Im Dezember 2014 unterzeichneten Bund, Land und Bahn eine Finanzierungsvereinbarung für den PFB 1.
Für den Planfeststellungsabschnitt (PFA) 1.1 zwischen Köln-Mülheim Gbf und Köln-Stammheim hat das Eisenbahn-Bundesamt 2014 den Plan festgestellt. Nachdem die Bauleistungen europaweit ausgeschrieben wurden, erfolgte der Baubeginn im Jahr 2017. Dabei wurde der Gleisabstand der bestehenden S-Bahngleise von 3,8 auf 4 Meter erweitert, damit die Gleise auch von Güterzügen benutzt werden können. Hierdurch sollen die bisher durch den Güterverkehr mitgenutzten Fernbahngleise betrieblich entlastet werden.
Für den PFA 1.2 Leverkusen Chempark und Leverkusen-Küppersteg lag der Planfeststellungsbeschluss seit November 2018 vor. Die vorbereiteten Baumaßnahmen begannen Anfang 2019. Die eigentlichen Maßnahmen folgten nach erfolgreicher Ausschreibung ab dem Jahr 2020. Größte Maßnahme in diesem Bereich war der Abriss des alten Bahnhofsgebäudes Leverkusen-Mitte, um Platz zu schaffen für das fünfte Gleis. Der Ausbau endete zeitgleich mit dem PFA 1.3 am 25. September 2023
Anfang Mai 2019 teilte die Deutsche Bahn mit, dass auch für den PFA 1.3 zwischen Leverkusen-Rheindorf und Langenfeld-Berghausen Planfeststellungsbeschluss erteilt wurde. Im Jahr 2020 mit den ersten bauvorbereitenden Maßnahmen begonnen werden. Der Bereich Langenfeld wurde gemeinsam mit dem nördlichen Bauabschnitt des Leverkusener Planfeststellungsabschnittes umgesetzt. Das zusätzliche Gleis der S6 ging am 25. September 2023 in Betrieb.

### PFB 2: Düsseldorf
Der PFB 2 erstreckt sich von der Stadtgrenze zwischen Langenfeld und Düsseldorf bis Düsseldorf-Wehrhahn. Wesentliche Maßnahmen in diesem Bereich sind der durchgängige sechsgleisige Ausbau zwischen Düsseldorf-Reisholz und Düsseldorf Hauptbahnhof sowie die hierfür nötige Aus- und Einfädelung der beiden neuen Gleise für den RRX in Düsseldorf-Reisholz. Hierdurch erhalten S-Bahn, Fernverkehr und RRX zwischen Düsseldorf-Reisholz und Düsseldorf Hauptbahnhof jeweils eigene Gleise, damit der Fernverkehr den RRX überholen kann. Die Planung des PFA 2.0 zwischen Düsseldorf-Benrath und Düsseldorf-Reisholz muss wegen des erst im Bundesverkehrswegeplan 2030 hinzugefügten RRX-Halts Düsseldorf-Benrath überarbeitet werden.

### PFB 3: Düsseldorf–Duisburg
Die Planfeststellung für den PFB 3 wurde im Herbst 2014 eingeleitet. Wesentlicher Planungsinhalt ist der durchgängige sechsgleisige Ausbau der Strecke zwischen Düsseldorf und Duisburg. Alle drei Verkehrsarten S-Bahn, RRX und Fernverkehr erhalten jeweils zwei eigene Gleise und beeinflussen sich damit nicht mehr gegenseitig. Anfang 2023 wurden die Planfeststellungsunterlagen für den Teilabschnitt 3.2a beim Eisenbahnbundesamt eingereicht.

### PFB 4: Mülheima.d.R.
Im PFB 4 erfolgte der Bau einer neuen Abzweigstelle mit insgesamt vier Weichen, damit der Rhein-Haard-Express (RE 2, zukünftig RRX 7) zukünftig zwischen den Gleisen der Fernbahn und denen der S-Bahn mit Geschwindigkeiten von bis zu 100 km/h wechseln kann. Für die Maßnahmen hat das Eisenbahn-Bundesamt bereits das Baurecht erteilt.
Der Einbau der neuen Weichen erfolgte gemeinsam mit der zweiten Baustufe des elektronischen Stellwerks in Duisburg im August 2019 mit einer großräumigen Totalsperrung der Strecke.

### PFB 5: Essen–Bochum
Der PFB 5 ist in zwei PFA unterteilt. Der PFA 5a liegt im Gebiet der Stadt Essen und der PFA 5b im Stadtgebiet Bochum. Auf den Fernbahngleisen zwischen Essen und Bochum käme es durch den RRX zu Kapazitätsengpässen, wenn dort weiterhin die heutigen Züge des Ruhr-Lenne-Express (RE 16) und der Ruhr-Lenne-Bahn (RB 40) verkehren würden. Daher sollen diese Linien zwischen Essen Hbf und Bochum-Langendreer auf die S-Bahnstrecke verlagert werden, wofür der Bau einer Verbindung von den Fern- auf die S-Bahn-Gleise zwischen Essen Hbf und Essen-Steele, eines Kreuzungsbauwerks in Essen-Steele Ost und einer Verbindungskurve von der S-Bahn zurück auf die Fernbahn in Bochum-Langendreer erforderlich ist. Der PFB 5 ist nach dem PFB 1 und dem PFB 4 der dritte Bereich, für den die Planfeststellungsunterlagen beim Eisenbahn-Bundesamt eingereicht wurden. Seit dem 6. Dezember 2018 besteht Baurecht für die Abschnitte in Essen.

### PFB 6: Dortmund
Der PFB 6 umfasst das Stadtgebiet der Stadt Dortmund. Die erforderliche Infrastruktur in diesem Abschnitt ist maßgeblich von dem Ausbauprojekt der Strecke Münster–Lünen abhängig, welcher im Bundesverkehrswegeplan als potenzieller Bedarf enthalten ist und derzeit noch überprüft wird. Daher steht der Umfang der Umbaumaßnahmen für den RRX zum jetzigen Zeitpunkt noch nicht abschließend fest. Derzeit prüft die DB, welche Ausbaumaßnahmen in Dortmund erforderlich wären, wenn der Ausbau der Strecke Münster–Lünen nicht vorgesehen wird.

## Fahrzeugbeschaffung

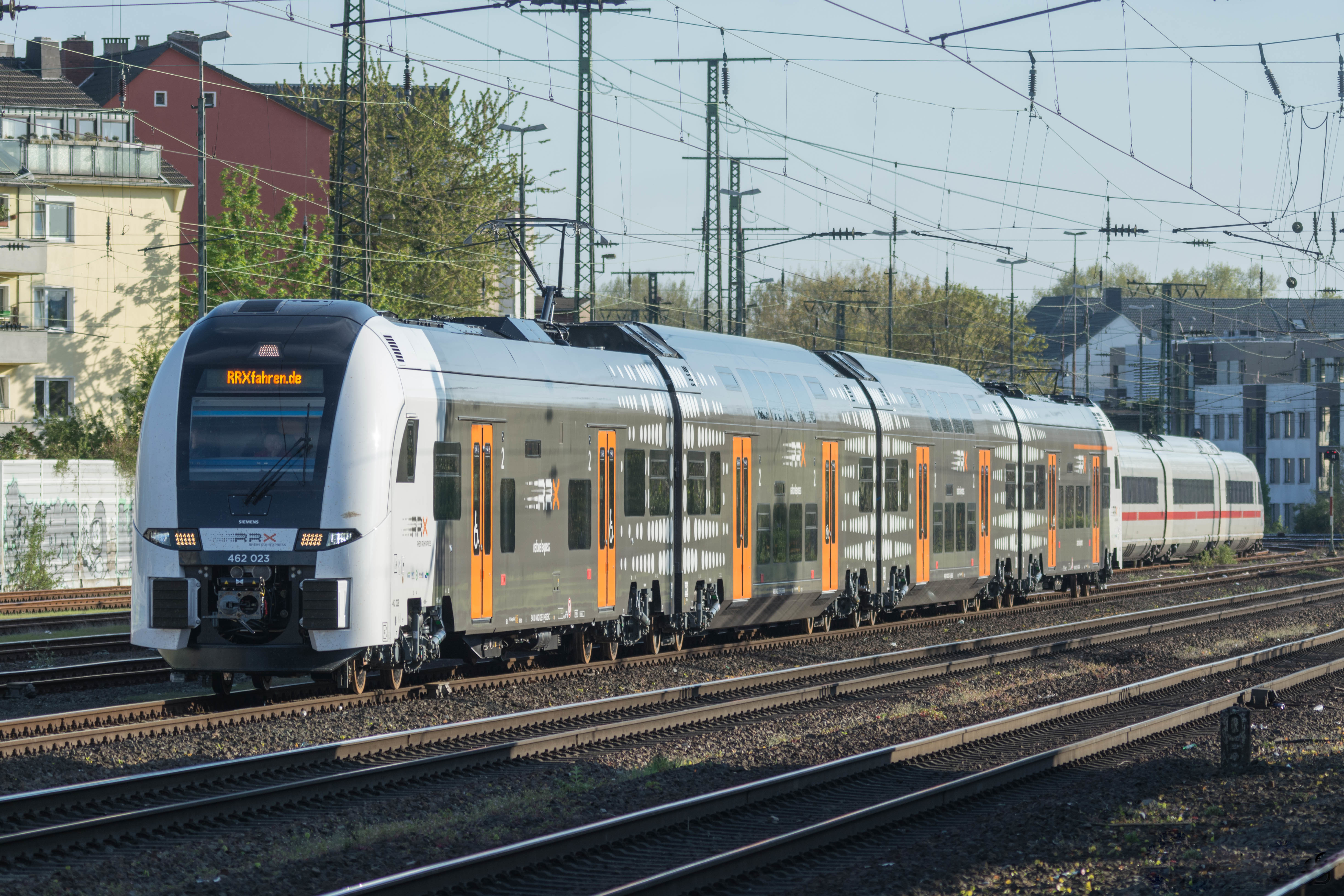
Siemens Desiro HC als Rhein-Ruhr-Express im Bahnhof Köln West

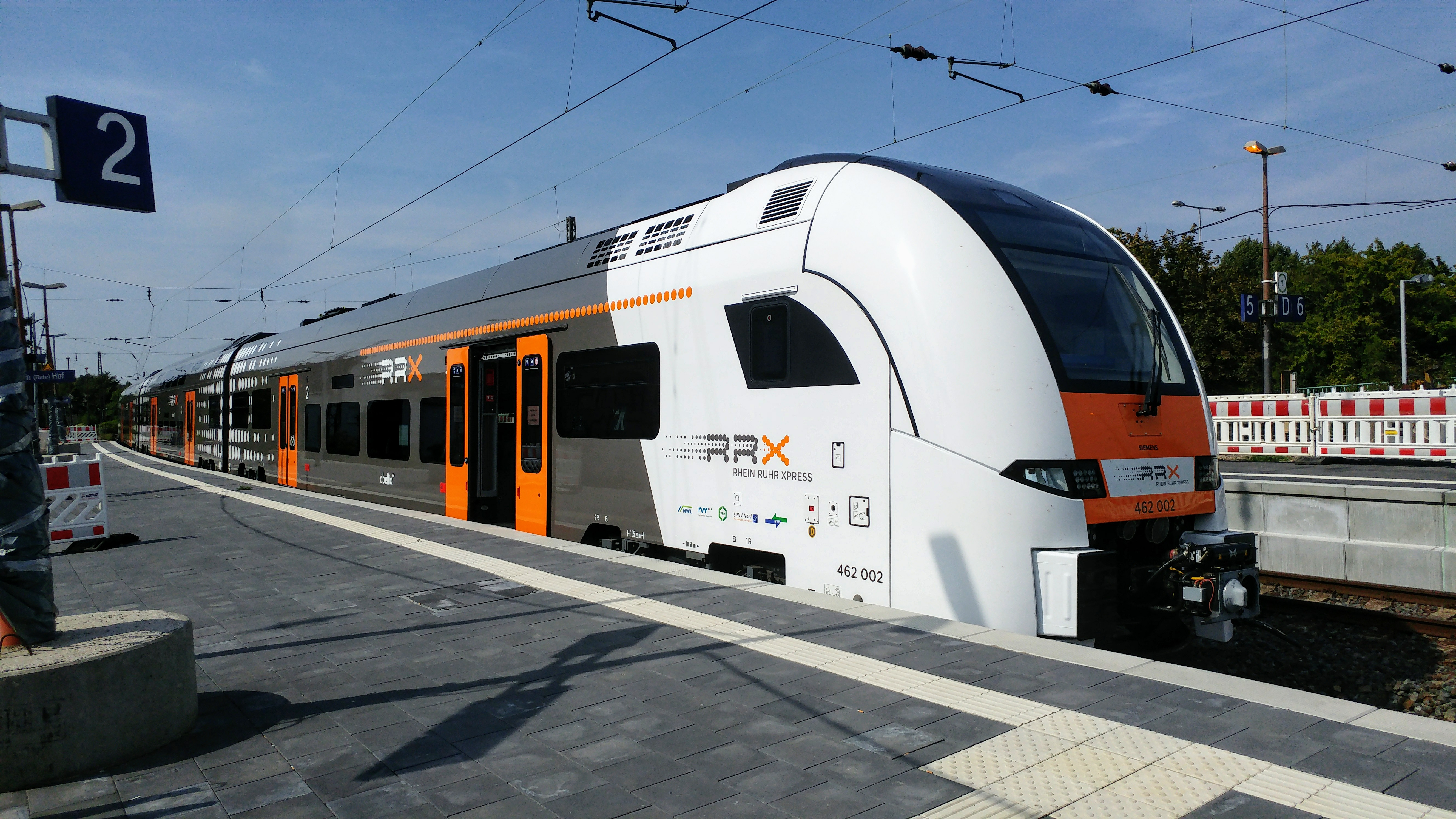
Triebwagen in Mülheim an der Ruhr

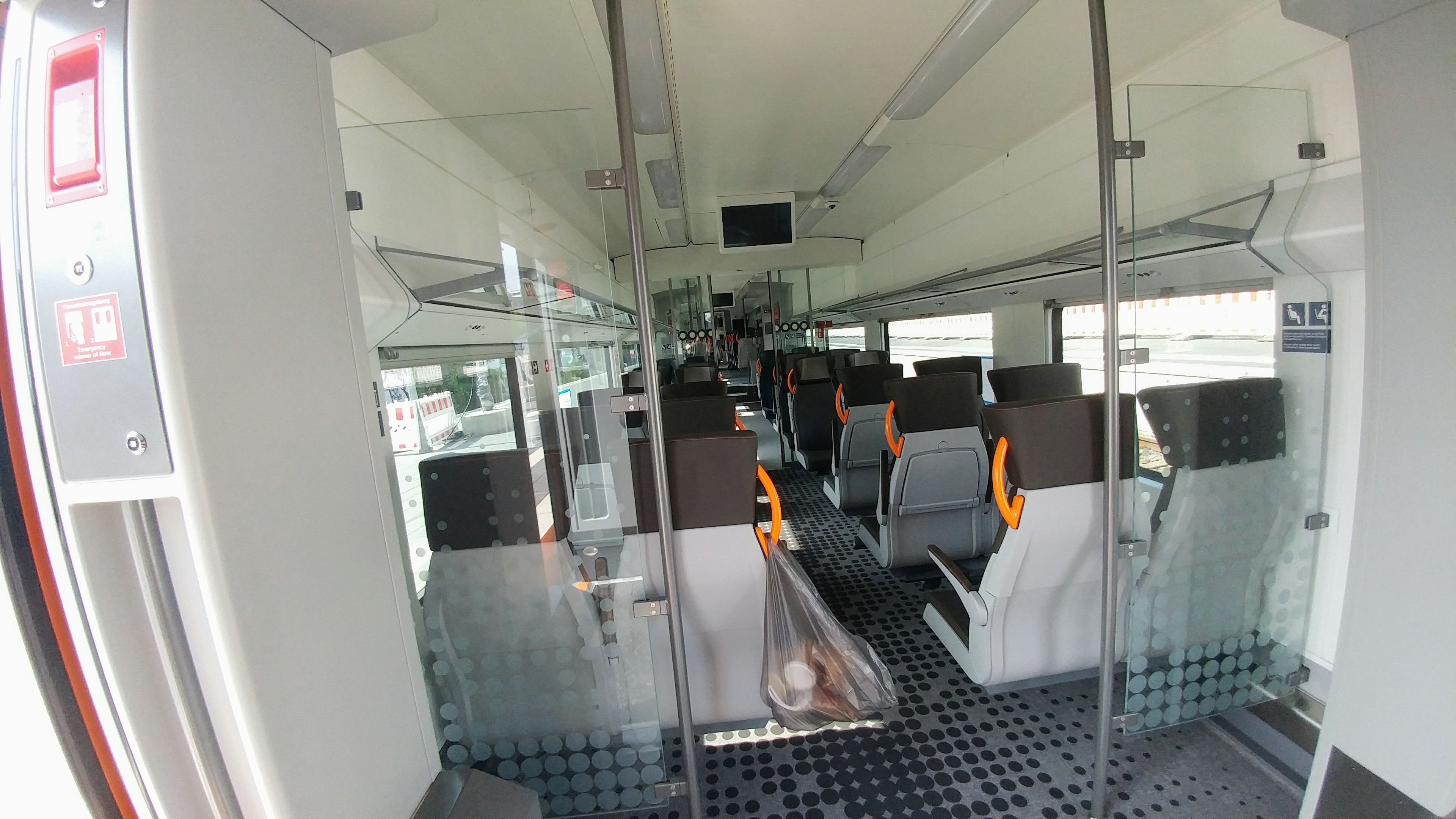
Großraumwagen der 1. Klasse

Um den verschiedenen Auftraggebern des Nahverkehrs Planungssicherheit für die Ausschreibungen und die darin enthaltenen Fahrzeugkonzepte zu geben, wurde Anfang 2011 eine Studie angefertigt, die ein neues Konzept mit Doppelstock-Triebwagenzügen (vorwiegend in Doppeltraktion) statt der einstöckigen Triebwagen empfahl. Im Rahmen des Projekts wurden 84 Doppelstock-Triebzüge beschafft.
Der Verkehrsverbund Rhein-Ruhr verpachtet die Züge für 15 Jahre an die Betreiber. Für deren Beschaffung und Instandhaltung gab es drei konkurrierende Anbieter. Der Auftrag wurde am 26. März 2015 an Siemens vergeben. Die Lieferung und Wartung von 84 Desiro-HC-Zügen über einen Zeitraum von 32 Jahren umfasst ein Volumen von 1,7 Milliarden Euro. Davon entfallen 800 Millionen Euro auf die Beschaffung.
Die Züge haben neuartige Scheiben für einen besseren Mobilfunkempfang (die sogenannte „Hochfrequenz-Scheibenlösung“), es gibt Steckdosen und Leseleuchten an fest installierten Sitzen und breite Türen und Einstiegsbereiche sorgen für einen reibungslosen Fahrgastwechsel. Die Züge haben eine Höchstgeschwindigkeit von 160 km/h mit hoher Beschleunigung zur Verbesserung der Pünktlichkeit, einen geringen Geräuschpegel im Fahrzeug, barrierefreie Toiletten sowie großzügige Multifunktionsräume mit Rollstuhl-, Begleit- und Fahrradplätzen. Die 105 Meter langen Züge verfügen über 400 Sitzplätze und verkehren in der Regel mit zwei Zugteilen (entsprechend 800 Sitzplätzen). Jeder Zugteil besteht aus zwei einstöckigen Endwagen mit den Antrieben und Führerständen und zwei antriebslosen, doppelstöckigen Mittelwagen.
Die Auslieferung der Triebzüge begann 2018.
Der letzte Triebzug wurde im Dezember 2020 fristgerecht ausgeliefert.
Durch die Aufgabenträger wird um das Jahr 2030 die Beschaffung weiterer Fahrzeuge mit dem Projekttitel „RRX B-Flotte“ geplant. Mit diesen sollen die Linien RE 2, RE 3, RE 7, RE 9 und RE 42 bestückt werden. Betriebsaufnahme ist im Dezember 2030 außer bei der Linie RE 9, die ein Jahr später folgt. Design und Ausstattung sollen sich an den Bestandsfahrzeugen orientieren. Die Beschaffung soll in zwei verschiedenen Kapazitätsklassen erfolgen. Es sollen vier- und sechsteilige (teilweise) doppelstöckige Fahrzeuge geliefert werden mit etwa 370 bzw. 600–650 Sitzplätzen.

### Instandhaltung
Siemens Mobility ist auch für die Instandhaltung der Fahrzeuge zuständig. Dafür wurde in Dortmund ein Instandhaltungswerk (Rail Service Center) errichtet, es wurde am 5. September 2018 in Betrieb genommen. Neben der Werkstatt verfügt es auch über eine Außenreinigungsanlage.

## Vergabe des Verkehrsvertrages
Der dem RRX zugrunde liegende Verkehrsvertrag wurde 2014, mit einem geschätzten Volumen von zwei Milliarden Euro, europaweit ausgeschrieben. Neben DB Regio gaben vier weitere Unternehmen Angebote ab. Die neuen Verträge gelten für 15 Jahre. Der Zuschlag ging im Juni 2015 an die folgenden zwei Unternehmen:
- Abellio gewann Los 1 mit den Linien RE 1 und RE 11,
- National Express erhielt die Lose 2 und 3 mit den Linien RE 4, RE 5 und RE 6. Dafür wurden dem Unternehmen bis Dezember 2020 52 Fahrzeuge zur Verfügung gestellt[44]

Die Eurobahn wird den RE 3 weiterhin bis 2025 betreiben. Die Deutsche Bahn begründete ihre Niederlage im Wettbewerb mit höheren Lohnkosten, die zehn Prozent über denen der Konkurrenz lägen. Laut Angaben des VRR hätten die Konkurrenten jedoch vor allen Dingen bei Verwaltungs- und Energiekosten gepunktet.

### Insolvenz von Abellio
Aufgrund der Insolvenz von Abellio Rail NRW im Dezember 2021 wurden die Linien RE 1 und RE 11 per Notvergabe mit Wirkung vom 1. Februar 2022 an National Express vergeben. Diese Notvergabe gilt für zwei Jahre bis zum Dezember 2023 und soll den Aufgabenträgern Zeit geben, die Strecken zugunsten der Fahrgäste stabil zu versorgen und eine weitere, langfristige europaweite Neuausschreibung der Linien zu planen. Am 19. Januar 2023 wurde bekannt gegeben, dass National Express die Neuausschreibung gewonnen hat und die Linien RE 1 und RE 11 auch nach dem Fahrplanwechsel im Dezember 2023 für weitere 10 Jahre bis zum Ende der Vertragslaufzeit der weiteren RRX-Verkehrsverträge im Dezember 2033 betreiben wird.

## Kosten und Finanzierung
Der Bund bezifferte 2005 die voraussichtlichen Gesamtkosten für das Ausbauprojekt auf 1,4 Milliarden Euro. 1,3 Milliarden entfallen dabei auf den Ausbau der Gleisanlagen, 56 Millionen für den Ausbau der Bahnhöfe. Allein der Ausbau zwischen Düsseldorf und Duisburg von vier auf sechs Gleise kostet 900 Millionen Euro. Zwischen Köln-Mülheim und Düsseldorf-Benrath ist ein viergleisiger Ausbau vorgesehen. Auf Basis der abgeschlossenen Vorentwurfsplanung rechnete die Bundesregierung Ende 2009 mit Kosten von zwei Milliarden Euro. 2014 wurden die voraussichtlichen Gesamtkosten erneut auf rund zwei Milliarden Euro beziffert.
Die Kosten im Düsseldorfer Stadtgebiet, von Benrath bis zur nördlichen Stadtgrenze, sollen nach einer Kostenschätzung von 2015 rund eine Milliarde Euro betragen.

## Vorlaufbetrieb
Zum Fahrplanwechsel am 11. Dezember 2016 fanden erste Linienoptimierungen auf dem Weg zum RRX-Zielnetz statt.
Der NRW-Express (RE 1) entfiel zwischen Hamm und Paderborn. Aufgrund von Personalmangels wurde Abellio bis Dezember 2020 vom bisherigen Betreiber, DB Regio NRW, unterstützt. DB Regio setzte dabei keine RRX-Fahrzeuge, sondern die eigenen Doppelstockwagen ein.
Dafür beginnt der Rhein-Hellweg-Express (RE 11) seitdem wieder in Kassel-Wilhelmshöhe. Ab Duisburg fährt der RE 11 dann wieder nach Düsseldorf. Die Bedienung des Abschnittes nach Mönchengladbach über Krefeld übernahm stattdessen der Niers-Haard-Express (RE 42), der bislang in Essen Hauptbahnhof endete.
Der Rhein-Express (RE 5) entfiel zwischen Wesel und Emmerich. Dieser Abschnitt wird nun ausschließlich vom Rhein-IJssel-Express (RE 19) bedient, welcher zugleich 2017 im Norden nach Arnheim verlängert wurde.
Der Westfalen-Express (RE 6) wurde ab Düsseldorf über Neuss, Dormagen und Köln nach Köln/Bonn Flughafen verlängert und integrierte damit zwischen Düsseldorf und Köln den zwischenzeitlich eingeführten RE 6a. Wegen fehlender Trassenverfügbarkeiten konnte die Linie allerdings nicht über Leverkusen geführt werden. Somit erhalten die linksrheinischen Städte Neuss und Dormagen zum ersten Mal direkten Anschluss an das zentrale Ruhrgebiet und an den Köln/Bonner Flughafen.

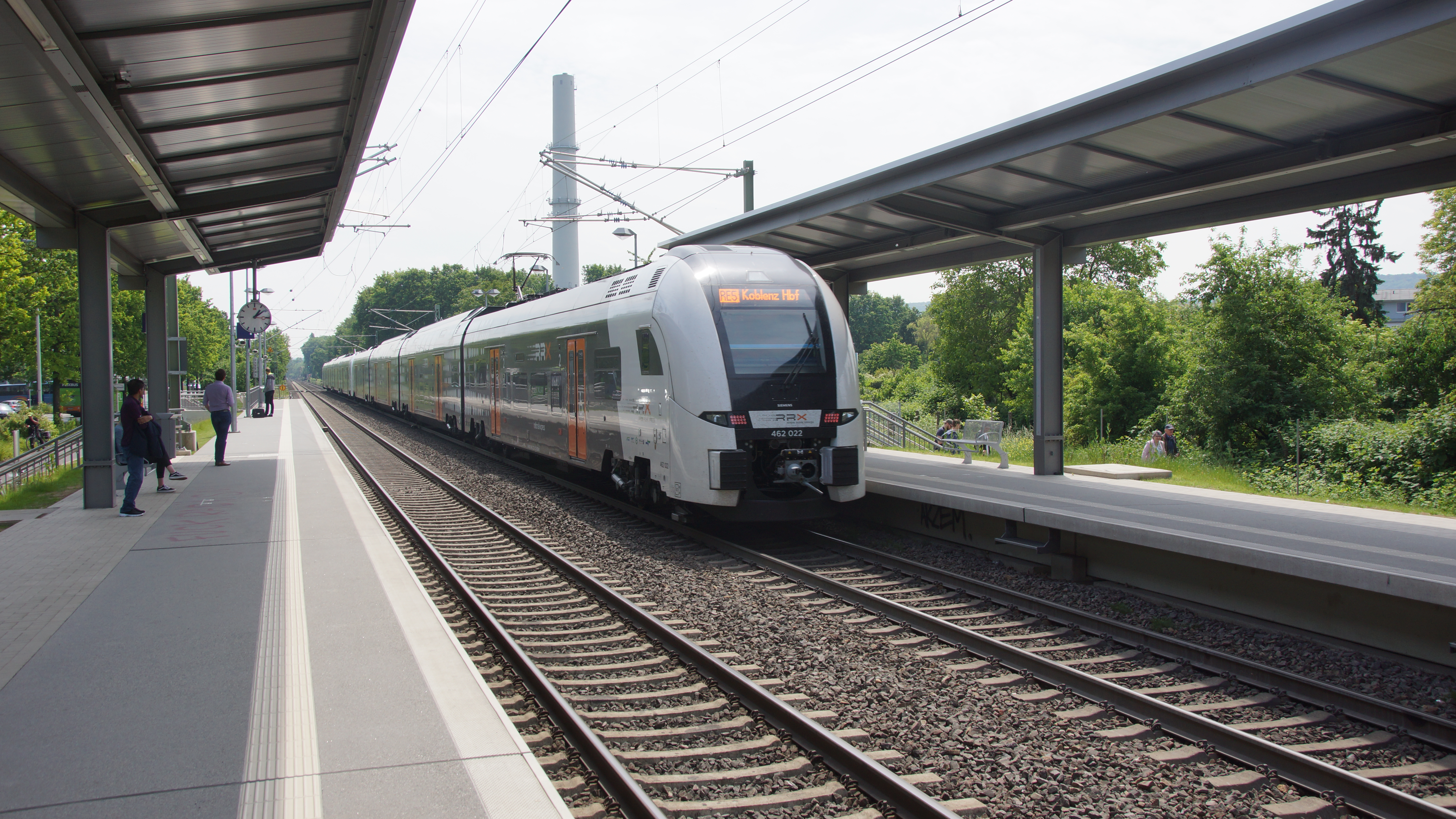
RRX RE5 am neuen Haltepunkt Bonn UN Campus

Die Betriebsleistungen der RRX-Linien RE 1, RE 5, RE 6 und RE 11, sowie des Wupper-Expresses (RE 4) werden bis zur sukzessiven Inbetriebnahme der neuen RRX-Fahrzeuge von DB Regio NRW erbracht.
Die Inbetriebnahme der neuen Fahrzeuge und der Betreiberwechsel erfolgte am 9. Dezember 2018 auf dem RE 11, auf dem RE 5 am 9. Juni 2019, auf dem RE 6 am 15. Dezember 2019 und für den  RE 1 am 14. Juni 2020.
Anfang November 2017 ging der neue Haltepunkt Bonn UN Campus in Betrieb, dafür entfiel vom 10. Dezember 2017 bis Februar 2021 der Halt des RE 5 in Oberwinter. Mit Fertigstellung der erhöhten Bahnsteige im dortigen Bahnhof wurde die Station wieder dem Fahrplan hinzugefügt.
Die Linie RE 4 wurde ab dem 13. Dezember 2020 ebenfalls mit den neuen Fahrzeugen bestückt, um genügend Fahrzeugreserven für zukünftige Leistungsausweitungen aufzubauen. Dennoch trägt sie noch nicht die Bezeichnung "RRX".

### Netz des Vorlaufbetriebs
| Linie       | Linienweg (Nennung der wichtigsten Stationen) | Unternehmen              | Termine                                                    |
| ----------- | --- | ------------------------ | ---------------------------------------------------------- |
| RE 1 (RRX)  | Hamm – Dortmund – Bochum – Essen – Mülheim an der Ruhr – Duisburg – Düsseldorf Flughafen – Düsseldorf – Köln Messe/Deutz – Köln – Düren – Aachen | National Express         | seit Februar 2022                                          |
| RE 4        | Dortmund – Witten – Hagen – Ennepetal – Wuppertal – Düsseldorf – Neuss – Mönchengladbach – Erkelenz – Geilenkirchen – Herzogenrath – Aachen | National Express         | seit 13. Dezember 2020                                     |
| RE 5 (RRX)  | (Emmerich –) Wesel – Oberhausen – Duisburg – Düsseldorf Flughafen – Düsseldorf – Köln – Bonn – Remagen – Andernach – Koblenz (Emmerich – Wesel: Sonntag bis Donnerstag letzte Fahrt bis Emmerich – Zugnummer 28534, Montag bis Freitag erste Fahrt ab Emmerich – Zugnummer 28505) | National Express         | seit 9. Juni 2019                                          |
| RE 6 (RRX)  | Minden – Herford – Bielefeld – Gütersloh – Hamm – Dortmund – Bochum – Essen – Mülheim an der Ruhr – Duisburg – Düsseldorf Flughafen – Düsseldorf – Neuss – Köln – Köln/Bonn Flughafen                                                                                             | National Express         | seit 15. Dezember 2019                                     |
| RE 11 (RRX) | Kassel-Wilhelmshöhe * – Warburg * – Altenbeken * – Paderborn – Lippstadt – Soest – Hamm – Dortmund – Bochum – Essen – Mülheim an der Ruhr – Duisburg – Düsseldorf Flughafen – Düsseldorf                                                                                          | Abellio National Express | von 9. Dezember 2018 bis 31. Januar 2022 seit Februar 2022 |

## Kritik
Die ursprünglichen Pläne beinhalten den Wegfall einiger derzeit von den RE-Zügen bedienten Halte:
- Auf Druck der örtlichen Abgeordneten wurde der Systemhalt Düsseldorf-Benrath in das Bundesschienenwegeausbaugesetz aufgenommen.
- Im Bundesverkehrswegeplan 2030 wurde kein Bedarf für einen Infrastrukturausbau zur Schaffung eines RRX-Systemhalts in Köln-Mülheim festgestellt. Nach den Erkenntnissen der Gutachter ließe sich ein Systemhalt in Köln-Mülheim ohne negative Auswirkungen auf die durchfahrenden Fahrgäste unter Wegfall einer entsprechenden Zahl von Halten in Leverkusen Mitte realisieren. Damit entstünde an beiden Orten ein dem heutigen Zustand vergleichbares Angebot mit zwei Halten des schnellen Regionalverkehrs pro Stunde und Richtung.[55]
- In Wattenscheid wird der geplante Entfall von drei der bisher fünf stündlichen Halte je Richtung kritisiert. Der Plan sieht vor, den Bahnhof nur noch von den Linien RRX 1 und RRX 2 (Halbstundentakt) bedienen zu lassen. Die Linien RRX 4 und RRX 6 sollen ohne Halt durchfahren und die Linien RB 40 und RE 16 vom Bahnhof Wattenscheid zum S-Bahnhof Wattenscheid-Höntrop verlagert werden. Dort sieht die Lokalpolitik unter anderem große Parkplatzprobleme und eine erhöhte Lärmbelästigung der Anwohner. Am Bahnhof Wattenscheid gibt es schließlich wesentlich mehr Parkplätze und zudem eine bessere Erreichbarkeit für Pendler u. a. durch die zentrale Lage und die direkte Nähe zur A 40.[56]

Auslöser des Wegfalls von Bahnhöfen ist die ursprüngliche Planungsannahme eines nur viergleisigen Grundausbaus, bei dem lediglich die S-Bahn einen eigenen Bahnkörper erhält und der RRX sich zwischen schnellere Fernverkehrszüge einsortieren muss, ohne diese jedoch auszubremsen. Beim später in die Planung aufgenommenen Haltepunkt Düsseldorf-Benrath erfolgte dazu ein sechsgleisiger Ausbau dieses Streckenabschnittes.